# Schiffssetzung von Slättaröd
 Die Schiffssetzung von Slättaröd bei Västra Karup liegt auf der schonischen Halbinsel Bjärehalvøen in Schweden. Wie die Setzung im 25 km entfernten Lugnaro in Halland war sie ursprünglich von einem Hügel bedeckt. 
Die Schiffssetzung war aus regelmäßig gelegten Steinen gebaut, 11,5 m lang und 4 m breit. Das Grab bestand aus einer Grube in der Mitte der Steinsetzung, die mit gebrannten Knochen (von Hund, Mensch, Pferd und Schaf) gefüllt war. Brandgräber dieser Art treten am Übergang zur Eisenzeit auf. 
Die Grube enthielt keine Bronzegegenstände, jedoch sechs feuerbeschädigte Pfeilspitzen aus Feuerstein. Einige waren von jenem blattförmigen Typ mit konkaver Basis, der für die spätneolithische Zeit kennzeichnend ist. In diese Zeit gehört die Schiffssetzung bei Slättaröd jedoch nicht. Die Schiffsform und das Brandgrab machen eine Datierung ans Ende der Bronzezeit (etwa 700 v. Chr.) wahrscheinlich. Damit liegt ein weiterer Beleg dafür vor, dass die besondere Pfeilspitzenform noch während der Bronzezeit hergestellt und benutzt wurde, was durch andere Siedlungs- und Grabfunde in Schonen bestätigt wird. 